# Due amici inseparabili
Due amici inseparabili (Kitty Foiled) è un film del 1948 diretto da William Hanna e Joseph Barbera. È il trentaquattresimo cortometraggio animato della serie Tom & Jerry, prodotto dalla Metro-Goldwyn-Mayer e uscito negli Stati Uniti il 1º giugno 1948. Il film rappresenta la prima apparizione del canarino Cuckoo, amico di Jerry.

## Trama
Mentre Tom è impegnato a inseguire Jerry in modo particolarmente violento, il canarino Cuckoo osserva terrorizzato dalla sua gabbia. Quando Tom cattura Jerry e sta per colpirlo, Cuckoo sgancia il fondo della gabbia in testa a Tom. Il gatto quindi si mette a inseguire Cuckoo, ma quando è quest'ultimo a venire catturato, Jerry lo salva incastrando la coda di Tom in una tapparella. Cuckoo e Jerry scappano quindi nella tana di quest'ultimo, dove fanno amicizia. Mentre Cuckoo esce per tornare nella sua gabbia, però, viene nuovamente catturato da Tom e poi salvato dall'intervento di Jerry. I due amici continuano così a cercare di sfuggire a Tom, alleandosi e salvandosi a vicenda. Anche quando Tom lega Jerry a una ferrovia giocattolo e tenta di investirlo col trenino, Cuckoo sgancia una palla da bowling sul pavimento, sfondandolo e facendo finire Tom e il trenino nel sotterraneo. Jerry e Cuckoo vengono quindi visti nella gabbia, mentre dondolano e fischiettano insieme "My Blue Heaven".

## Censura
Alcune proiezioni americane tagliano la scena che mostra Jerry e il canarino che si travestono da nativi americani per ingannare Tom.